# Почесні громадяни Володимира
Список почесних громадян міста Володимир:
| № з/п | Дата присвоєння | Почесний громадянин                | Коротко про особу | Підстава |
| ----- | --------------- | ---------------------------------- | --- | --- |
| 0     | 20.10.1900      | Саблер Володимир Карлович          | Обер-прокурор Святійшого Синоду Російської православної церкви | За увагу до відновлення Успенського собору |
| 1     | 11.07.2007      | Висоцький Анатолій Дмитрович       | Завідувач інфекційного відділення Володимир-Волинської центральної районної лікарні | За визначні заслуги перед територіальною громадою в галузі охорони здоров'я |
| 2     | 11.07.2007      | Шишкін Сергій Євгенович            | Композитор, поет, автор гімну міста Володимира-Волинського | За визначні заслуги перед територіальною громадою в галузі культури і мистецтва |
| 3     | 12.07.2007      | Радецький Віталій Григорович       | Начальник Національної академії Міністерства оборони України | За визначні заслуги перед територіальною громадою у вирішенні питань економічного, соціально-культурного розвитку міста |
| 4     | 12.07.2007      | Царук Ярослав Васильович           | Лауреат обласної премії імені Миколи Куделі, краєзнавець, автор книги «Трагедія Волинських сіл — 1943—1944 рр.» | За визначні заслуги перед територіальною громадою в громадсько-політичному житті міста |
| 5     | 31.10.2007      | Поліщук Наталія Іванівна           | Директор ВАТ «Володимир-Волинський хлібозавод» | За визначні заслуги перед територіальною громадою, особистий вклад в зміцнення економічного потенціалу, багаторічну активну участь в громадському житті міста |
| 6     | 7.05.2008       | Депо Сергій Валентинович           | Митрофорний протоієрей | За багаторічне священнослужіння Богу і людям, особистий внесок у За визначні заслуги перед територіальною громадою в громадсько-політичному житті міста за визначні заслуги перед територіальною громадою — жителями міста в галузі освіти |
| 7     | 7.05.2008       | Хом'юк Михайло Несторович          | Голова міськрайонної Спілки інтелігенції | За визначні заслуги перед територіальною громадою в громадсько-політичному житті міста |
| 8     | 17.06.2009      | Губар Іван Гаврилович              | Пенсіонер | За визначні заслуги перед територіальною громадою — жителями міста в галузі освіти |
| 9     | 14.05.2010      | Кашенков Веніамін Олександрович    | Пенсіонер | За визначні заслуги перед територіальною громадою — жителями за визначні заслуги перед територіальною громадою — жителями за визначні заслуги перед територіальною громадою, значний особистий внесок у розвиток і популяризацію народних промислів, декоративно-ужиткового мистецтва та архітектури, активну громадську діяльність |
| 10    | 12.08.2010      | Самчук Федір Устимович             | Пенсіонер, колишній редактор газети «Слово правди» | За визначні заслуги перед територіальною громадою — жителями за визначні заслуги перед територіальною громадою, значний особистий внесок у розвиток і популяризацію народних промислів, декоративно-ужиткового мистецтва та архітектури, активну громадську діяльність за визначні заслуги перед територіальною громадою міста, значний особистий внесок у справу боротьби за незалежність України, активну участь у громадсько-політичному житті міста, патріотичне виховання молоді |
| 11    | 21.12.2011      | Микита Андрій Васильович           | | За визначні заслуги перед територіальною громадою, значний особистий внесок у розвиток і популяризацію народних промислів, декоративно-ужиткового мистецтва та архітектури, активну громадську діяльність |
| 12    | 22.08.2012      | Мартинюк Петро Пилипович           | | За визначні заслуги перед територіальною громадою міста, значний особистий внесок у справу боротьби за незалежність України, активну участь у громадсько-політичному житті міста, патріотичне виховання молоді |
| 13    | 19.04.2013      | Генріх Беннер                      | Керівник благодійної організації «УКРАЇНА — ДОПОМОГА — БРАЙДШАЇД». | За значний особистий внесок у розвиток добросусідських відносин між Україною та Німеччиною, активну благодійну діяльність для потреб територіальної громади міста Володимира-Волинського |
| 14    | 24.04.2015      | Головін Дмитро Володимирович       | Солдат | Героїчно загиблому під час бойових дій за державний суверенітет та територіальну цілісність України, проявлені героїзм та мужність |
| 15    | 24.04.2015      | Ілляшук Михайло Миколайович        | Сержант | Героїчно загиблому під час бойових дій за державний суверенітет та територіальну цілісність України, проявлені героїзм та мужність |
| 16    | 24.04.2015      | Колєсніков Дмитро Вадимович        | Боєць 5-го батальйону ДУК «Правий сектор» | Героїчно загиблому під час бойових дій за державний суверенітет та територіальну цілісність України, проявлені героїзм та мужність |
| 17    | 24.04.2015      | Максименко Олександр Олександрович | Старший лейтенант | Героїчно загиблому під час бойових дій за державний суверенітет та територіальну цілісність України, проявлені героїзм та мужність |
| 18    | 24.04.2015      | Полінкевич Леонід Олександрович    | Майор | Героїчно загиблому під час бойових дій за державний суверенітет та територіальну цілісність України, проявлені героїзм та мужність |
| 19    | 24.04.2015      | Спасьонов Василь Володимирович     | Підполковник | Героїчно загиблому під час бойових дій за державний суверенітет та територіальну цілісність України, проявлені героїзм та мужність |
| 20    | 24.04.2015      | Упоров Ігор Романович              | Старший солдат | Героїчно загиблому під час бойових дій за державний суверенітет та територіальну цілісність України, проявлені героїзм та мужність |
| 21    | 24.04.2015      | Хмелецький Віктор Іванович         | Майор | Героїчно загиблому під час бойових дій за державний суверенітет та територіальну цілісність України, проявлені героїзм та мужність |
| 22    | 9.9.2015        | Крепець Леонід Петрович            | Старший солдат | Героїчно загиблому під час бойових дій за державний суверенітет та територіальну цілісність України, проявлені героїзм та мужність |
| 23    | 9.9.2015        | Смірнов Сергій Геннадійович        | Старший прапорщик | Героїчно загиблому під час бойових дій за державний суверенітет та територіальну цілісність України, проявлені героїзм та мужність |
| 24    | 9.9.2015        | Цигикал Олексій Миколайович        | підполковник | Героїчно загиблому під час бойових дій за державний суверенітет та територіальну цілісність України, проявлені героїзм та мужність |
| 25    | 9.11.2018       | Крищук Василь Юрійович             | Військовослужбовець 14-ї окремої механізованої бригади старший солдат | Героїчно загиблому під час бойових дій за державний суверенітет та територіальну цілісність України, проявлені героїзм та мужність |
| 26    | 11.07.2019      | Бойко Анатолій Ігорович            | Народний умілець, член Всесвітньої асоціації художників по яєчній шкарлупі, рекордсмен України, член Національної академії творчості інвалідів, викладач всеукраїнської школи майстерності, керівник майстерні народної творчості та постійно діючої виставкової зали авторських робіт | За визначні заслуги перед територіальною громадою в галузі культури і мистецтва |
| 27    | 28.02.2020      | Хомік Юрій Миколайович             | Військовослужбовець 14-ї окремої механізованої бригади імені князя Романа Великого, солдат | Героїчно загиблому під час бойових дій за державний суверенітет та територіальну цілісність України, проявлені героїзм та мужність |